# Rengas IX
Rengas IX is een bestuurslaag in het regentschap Batang Hari van de provincie Jambi, Indonesië. Rengas IX telt 903 inwoners (volkstelling 2010).